# FC 96 Recklinghausen
FC 96 Recklinghausen is een Duitse voetbalclub uit Recklinghausen, Noordrijn-Westfalen.

## Geschiedenis
De club werd opgericht in 1996 na het faillissement van 1. FC Recklinghausen. Deze club was een fusieclub en herbergde enkele clubs die in de begindagen van het Duitse voetbal actief waren op het hoogste niveau (Viktoria 1909, SpV Union 05 en SuS 1913).
FC 96 begon onderaan de ladder in de Kreisliga en kon zich na een aantal seizoenen opwerken tot de Westfalenliga (sinds 2008 de zesde klasse). In 2011 degradeerde de club terug naar de Landesliga.